# Stigamata Rock'n'Rolli
Stigamata Rock'n'Rolli är en 10"-EP av The Accidents, utgiven 2009 på Bootleg Booze Records.

## Låtlista
1. "Three Square Meals a Day"
2. "In the Armin Now"
3. "Lonely Street"
4. "Downunderman"
5. "Cold Cold Blood"
6. "Goiß-Maß"

### Fotnoter
1. ↑  ”Stigamata Rock'n'Rolli”. Discogs.com. http://www.discogs.com/Accidents-Stigmata-RockNRolli/release/3324390. Läst 1 april 2012.